# Croton echioides
Espèce
Classification APG II (2003)
 Croton echioides est une espèce de plantes à fleurs du genre Croton et de la famille des Euphorbiaceae originaire du Brésil (Bahia).